# Dasysphinx watkinsi
Dasysphinx watkinsi là một loài bướm đêm thuộc phân họ Arctiinae, họ Erebidae.